# Sint Maartensvlotbrug

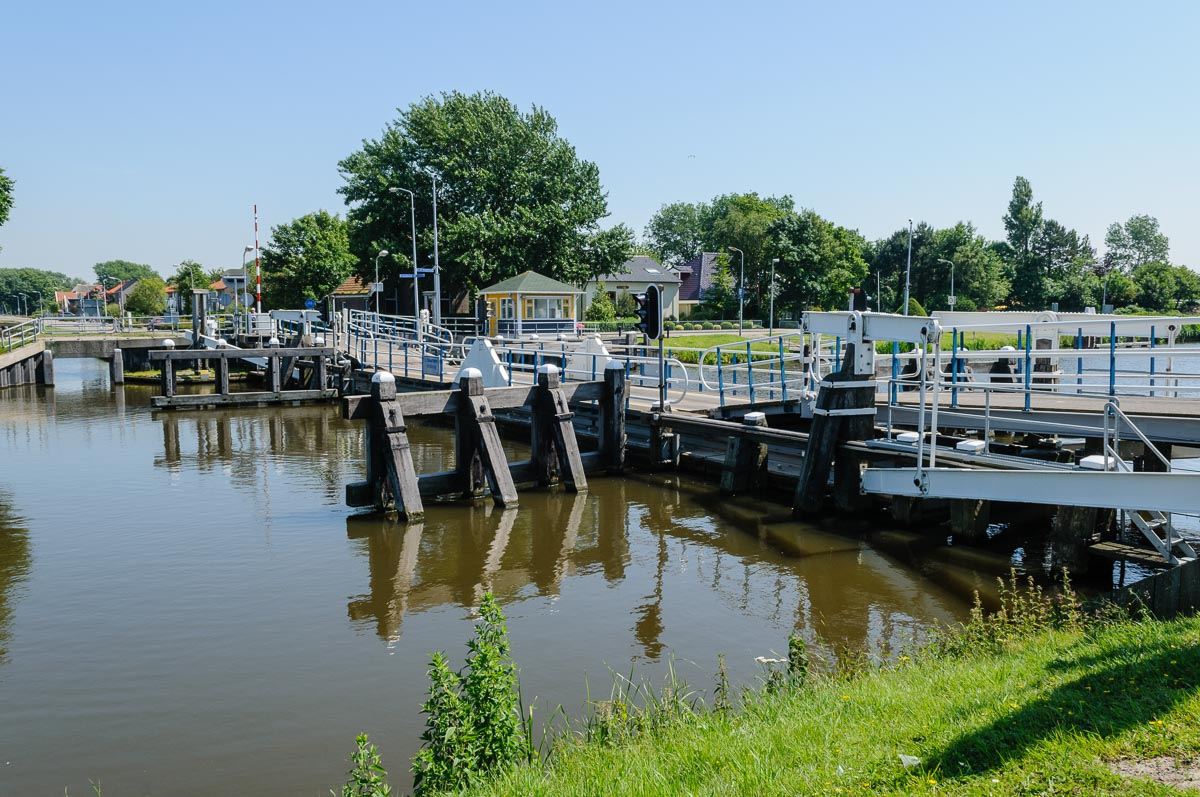
De vlotbrug bij Sint Maartensvlotbrug

Sint Maartensvlotbrug is een dorp in de gemeente Schagen, in de Nederlandse provincie Noord-Holland. De naam van het dorp wordt ook wel geschreven als St. Maartensvlotbrug.
Sint Maartensvlotbrug is als kern ontstaan nadat een vlotbrug was neergelegd in het Noordhollandsch Kanaal. Het is in de 20e eeuw uitgegroeid tot een klein dorpje.
Het dorpje ligt vlak bij Sint Maartenszee en op de grens ervan ligt het natuurreservaat Wildrijk. Dit is bekend om de duizenden wilde hyacinten die er bloeien en om het "Duinrellenproject", dat het gebied van schoon water uit de duinen voorziet. Op de grens met Sint Maartenszee ligt ook een aantal campings en bungalowparken.
Nabij het dorp bevindt zich een van de poldermolens van de Zijpe- en Hazepolder, de Noorder M.